# Nogales (Arizona)
Nogales è una città della contea di Santa Cruz, in Arizona. La popolazione era di 20 837 abitanti al censimento del 2010 e stimata in 20 407 abitanti nel 2014. Nogales fa parte dell'ampia area statistica combinata di Tucson-Nogales, che possedeva una popolazione complessiva di 1 027 683 abitanti al censimento del 2010. La città è il capoluogo della contea di Santa Cruz.
Nogales, Arizona, confina con la città di Nogales, Sonora, Messico, ed è la più grande comunità al confine internazionale dell'Arizona. Il capolinea meridionale della Interstate 19 si trova a Nogales, al confine tra gli Stati Uniti e il Messico; l'autostrada prosegue verso sud nel Messico con la denominazione di Mexico Federal Highway 15. Le autostrade che si incontrano a Nogales sono un importante incrocio stradale del CANAMEX Corridor, che collega il Canada, gli Stati Uniti e il Messico. Nogales è anche l'inizio dell'Arizona Sun Corridor, un'importante regione commerciale ed economica che va da Nogales a Prescott, comprese le aree metropolitane di Tucson e Phoenix.
Nogales ospita quattro porti di entrata internazionali, tra cui il Morley Pedestrian Port of Entry, il Dennis Deconcini Pedestrian and Passenger Vehicle Port of Entry, l'Aeroporto internazionale di Nogales e il Mariposa Port of Entry. Il Nogales-Mariposa Port of Entry dispone di dodici corsie di ispezione per i veicoli passeggeri e otto corsie per le ispezioni commerciali.
Grazie alla sua posizione sul confine e ai suoi principali porti di entrata, Nogales incanala, annualmente, circa 30 miliardi di dollari di commercio internazionale in Arizona e negli Stati Uniti, in prodotti freschi e fabbricati dal Messico e dal mondo attraverso il porto in acque profonde di Guaymas, Sonora, Messico. Questo commercio aiuta a sostenere decine di migliaia di posti di lavoro e, non soltanto l'economia generale delle due Nogales, ma anche di quella dello Stato dell'Arizona e dello stato messicano di Sonora. Il sequestro di un'enorme quantità di fentanyl da parte della U.S. Customs and Border Protection il 2 febbraio 2019 si è verificato nel porto di entrata di Nogales, in Arizona.
Conosciuta come Nowa:l in o'odham (che si potrebbe tradurre come "fico d'India", o derivare dalla parola spagnola nopal), il nome Nogales significa "noci nere" in spagnolo, e gli alberi di noce che una volta crescevano abbondantemente sul passo di montagna tra le città di Nogales, Arizona, e Nogales, Sonora, possono ancora essere trovati in giro per la città.

## Geografia fisica
Secondo l'Ufficio del censimento degli Stati Uniti, ha una superficie totale di 20,84 mi² (53,98 km²).

## Società

### Evoluzione demografica
Secondo il censimento del 2010, la popolazione era di 20 837 abitanti.

### Etnie e minoranze straniere
Secondo il censimento del 2010, la composizione etnica della città era formata dal 71,7% di bianchi, lo 0,4% di afroamericani, lo 0,7% di nativi americani, lo 0,6% di asiatici, lo 0,0% di oceanici, il 24,3% di altre etnie, e il 2,4% di due o più etnie. Ispanici o latinos di qualunque etnia erano il 95,0% della popolazione.